# Conditionnel présent
Conjugaison du verbe chanter au conditionnel présent dans plusieurs langues européennes :
| Français Conditionnel présent chanter | Italien Condizionale presente cantare | Espagnol Condicional presente cantar | Portugais Condicional simples cantar | Roumain Condițional prezent a cânta | Anglais Conditional present to sing | Allemand Konjunktiv Präsens singen |
| ------------------------------------- | ------------------------------------- | ------------------------------------ | ------------------------------------ | ----------------------------------- | ----------------------------------- | ---------------------------------- |
| je chanterais                         | io canterei                           | yo cantaría                          | eu cantaria                          | eu aș cânta                         | I would sing                        | ich sänge / würde singen           |
| tu chanterais                         | tu canteresti                         | tú cantarías                         | tu cantarias                         | tu ai cânta                         | you would sing                      | du sängest / würdest singen        |
| il/elle chanterait                    | egli/ella canterebbe                  | él/ella cantaría                     | ele/ela/você cantaria                | el/ea ar cânta                      | he/she/it would sing                | er/sie/es sänge / würde singen     |
| nous chanterions                      | noi canteremmo                        | nosotros cantaríamos                 | nós cantaríamos                      | noi am cânta                        | we would sing                       | wir sängen / würden singen         |
| vous chanteriez                       | voi cantereste                        | vosotros cantaríais                  | vós cantaríeis                       | voi ați cânta                       | you would sing                      | ihr sänget / würdet singen         |
| ils/elles chanteraient                | essi/esse canterebbero                | ellos/ellas cantarían                | eles/elas/vocês cantariam            | ei/ele ar cânta                     | they would sing                     | sie/Sie(*) sängen / würden singen  |

(*) En allemand, le pronom personnel "sie" correspond à "ils" ou "elles" en français, alors que "Sie" correspond à la forme de politesse.
En russe, le conditionnel présent se forme à partir du temps passé auquel on adjoint la particule бы :
- Я пел бы (ja pjel by, masculin) / Я пела бы (ja pjela by, féminin) : « je chanterais ».

En espéranto, le conditionnel se forme par la terminaison -us pour tous les verbes et toutes les personnes.